# Rouilly-Saint-Loup
Rouilly-Saint-Loup är en kommun i departementet Aube i regionen Grand Est (tidigare regionen Champagne-Ardenne) i nordöstra Frankrike. Kommunen ligger  i kantonen Lusigny-sur-Barse som ligger i arrondissementet Troyes. År 2022 hade Rouilly-Saint-Loup 536 invånare.

## Befolkningsutveckling
Antalet invånare i kommunen Rouilly-Saint-Loup
Referens: INSEE